# Новоселівська Перша сільська рада
Новосе́лівська Пе́рша сільська́ ра́да — адміністративно-територіальна одиниця та орган місцевого самоврядування в Ясинуватському районі Донецької області. Адміністративний центр — село Новоселівка Перша.

## Загальні відомості
- Населення ради: 1 049 осіб (станом на 2001 рік)

## Населені пункти
Сільській раді підпорядковані населені пункти:
- c. Новоселівка Перша
- с. Межове
- с. Новопокровське
- с. Скучне

## Склад ради
Рада складається з 14 депутатів та голови.
- Голова ради: Коваленко Микола Миколайович
- Секретар ради: Кубрак Зоя Миколаївна

### Керівний склад попередніх скликань
| Прізвище, ім'я, по батькові    | Основні відомості                                                          | Дата обрання | Дата звільнення |
| ------------------------------ | -------------------------------------------------------------------------- | ------------ | --------------- |
| Бородавкіна Світлана Семенівна | Сільський голова, 1953 року народження, член Соціалістичної партії України | 26.03.2006   | 02.02.2009      |
| Коваленко Микола Миколайович   | Сільський голова, 1978 року народження, освіта вища, член Партії регіонів  | 02.08.2009   | 31.10.2010      |
| Коваленко Микола Миколайович   | Сільський голова, 1978 року народження, освіта вища, член Партії регіонів  | 31.10.2010   |                 |

Примітка: таблиця складена за даними сайту Верховної Ради України

### Депутати
За результатами місцевих виборів 2010 року депутатами ради стали:

#### За суб'єктами висування
| Суб'єкт висування | Кількість обраних депутатів | %   |
| ----------------- | --------------------------- | --- |
| Самовисування     | 14                          | 100 |

#### За округами
| № округу | Прізвище, ім'я, по батькові      | Дата визнання обраним | Освіта             | Партійна приналежність | Відомості про обраного депутата                                   |
| -------- | -------------------------------- | --------------------- | ------------------ | ---------------------- | ----------------------------------------------------------------- |
| 1        | Кубрак Зоя Миколаївна            | 01.11.2010            | вища               | член Партії регіонів   | Новоселівська Перша сільська рада, секретар                       |
| 2        | Іванова Світлана Павлівна        | 01.11.2010            | вища               | позапартійна           | Камишівський психоневрологічний інтернат, медсестра-доглядальниця |
| 3        | Таран Алла Олександрівна         | 01.11.2010            | вища               | позапартійна           | дитячий садок «Білосніжка», завідувачка                           |
| 4        | Герасименко Сергій Миколайович   | 01.11.2010            | вища               | член Партії регіонів   | тимчасово не працює                                               |
| 5        | Контратюк Олена Вікторівна       | 01.11.2010            | вища               | член Партії регіонів   | ООО «Колос», комір                                                |
| 6        | Кобаско Микола Іванович          | 01.11.2010            | середня спеціальна | член Партії регіонів   | КП «Міжнародний аеропорт», стрілець                               |
| 7        | Давидич Жорж Вікторович          | 01.11.2010            | вища               | позапартійний          | пенсіонер                                                         |
| 8        | Цуканов Олександр Юрійович       | 01.11.2010            | вища               | позапартійний          | Харківський університет повітряних сил, студент                   |
| 9        | Зоненко Андрій Васильович        | 01.11.2010            | вища               | позапартійний          | ЯУГС, слюсар                                                      |
| 10       | Глущенко Ольга Савелівна         | 01.11.2010            | середня спеціальна | позапартійна           | ТОВ «Бета -Агроінвест», прибиральниця                             |
| 11       | Копєйка Галина Віталіївна        | 01.11.2010            | вища               | член Партії регіонів   | Ветмедицина с. Соловйове, завідувачка                             |
| 12       | Гайворонська Марина Василівна    | 01.11.2010            | вища               | позапартійна           | Новоселівська Перша сільська рада, секретар                       |
| 13       | Коюда Іван Іванович              | 01.11.2010            | середня спеціальна | позапартійний          | тимчасово не працює                                               |
| 14       | Євстратенко Олександр Михайлович | 01.11.2010            | вища               | позапартійний          | тимчасово не працює                                               |